# Olympische Sommerspiele 1980/Schießen
Bei den XXII. Olympischen Sommerspielen 1980 in Moskau fanden sieben Wettbewerbe im Sportschießen statt. Austragungsort war der Dynamo-Schießstand im Vorort Mytischtschi. Alle Wettbewerbe standen beiden Geschlechtern offen.

## Bilanz

### Medaillenspiegel
| Platz | Land        | Gold | Silber | Bronze | Gesamt |
| ----- | ----------- | ---- | ------ | ------ | ------ |
| 1     | Sowjetunion | 3    | 1      | 1      | 5      |
| 2     | Dänemark    | 1    | –      | –      | 1      |
| 2     | Italien     | 1    | –      | –      | 1      |
| 2     | Rumänien    | 1    | –      | –      | 1      |
| 2     | Ungarn      | 1    | –      | –      | 1      |
| 6     | DDR         | –    | 5      | 1      | 6      |
| 7     | Schweden    | –    | 1      | 1      | 2      |
| 8     | Bulgarien   | –    | –      | 2      | 2      |
| 9     | Kuba        | –    | –      | 1      | 1      |
| 9     | Österreich  | –    | –      | 1      | 1      |

### Medaillengewinner
| Konkurrenz                           | Gold                | Silber              | Bronze            |
| ------------------------------------ | ------------------- | ------------------- | ----------------- |
| Kleinkaliber Dreistellungskampf 50 m | Wiktor Wlassow      | Bernd Hartstein     | Sven Johansson    |
| Kleinkaliber liegend 50 m            | Károly Varga        | Hellfried Heilfort  | Petar Saprjanow   |
| Laufende Scheibe 50 m                | Igor Sokolow        | Thomas Pfeffer      | Aljaksandr Hasau  |
| Freie Pistole 50 m                   | Alexander Melentjew | Harald Vollmar      | Ljubtscho Djakow  |
| Schnellfeuerpistole 25 m             | Corneliu Ion        | Jürgen Wiefel       | Gerhard Petritsch |
| Skeet                                | Kjeld Rasmussen     | Lars-Göran Carlsson | Roberto Castrillo |
| Trap                                 | Luciano Giovannetti | Rustam Yambulatov   | Jörg Damme        |

## Ergebnisse

### Kleinkaliber Dreistellungskampf 50 m
| Platz | Land | Sportler             | Punkte |
| ----- | ---- | -------------------- | ------ |
| 1     | URS  | Wiktor Wlassow       | 1173   |
| 2     | GDR  | Bernd Hartstein      | 1166   |
| 3     | SWE  | Sven Johansson       | 1165   |
| 4     | FIN  | Mauri Röppänen       | 1164   |
| 5     | URS  | Alexander Mitrofanow | 1164   |
| 6     | BUL  | Nonka Matowa         | 1163   |
| 7     | GDR  | Hellfried Heilfort   | 1162   |
| 8     | POL  | Eugeniusz Pędzisz    | 1156   |
|       |      |                      |        |
| 24    | AUT  | Wolfram Waibel sr.   | 1140   |
| 34    | LUX  | Roland Jacoby        | 1099   |

Datum: 23. Juli 1980 

39 Teilnehmer aus 21 Ländern

### Kleinkaliber liegend 50 m
| Platz | Land | Sportler            | Punkte |
| ----- | ---- | ------------------- | ------ |
| 1     | HUN  | Károly Varga        | 599    |
| 2     | GDR  | Hellfried Heilfort  | 599    |
| 3     | BUL  | Petar Saprjanow     | 598    |
| 4     | POL  | Krzysztof Stefaniak | 598    |
| 5     | FIN  | Timo Hagman         | 597    |
| 6     | URS  | Alexander Mastjanin | 597    |
| 7     | BUL  | Nonka Matowa        | 597    |
| 8     | BEL  | Walter Frescura     | 597    |
|       |      |                     |        |
| 11    | LUX  | Roland Jacoby       | 596    |
| 20    | GDR  | Mario Gonsierowski  | 593    |
| 20    | AUT  | Hannes Rainer       | 593    |
| 25    | AUT  | Wolfram Waibel sr.  | 592    |

Datum: 21. Juli 1980 

56 Teilnehmer aus 32 Ländern

### Laufende Scheibe 50 m
| Platz | Land | Sportler           | Punkte |
| ----- | ---- | ------------------ | ------ |
| 1     | URS  | Igor Sokolow       | 589    |
| 2     | GDR  | Thomas Pfeffer     | 589    |
| 3     | URS  | Aljaksandr Hasau   | 587    |
| 4     | HUN  | András Doleschall  | 584    |
| 5     | HUN  | Tibor Bodnár       | 584    |
| 6     | FIN  | Jorma Lievonen     | 584    |
| 7     | ITA  | Giovanni Mezzani   | 582    |
| 8     | GDR  | Hans-Jürgen Helbig | 579    |

Datum: 23. und 24. Juli 1980 

19 Teilnehmer aus 10 Ländern

### Freie Pistole 50 m

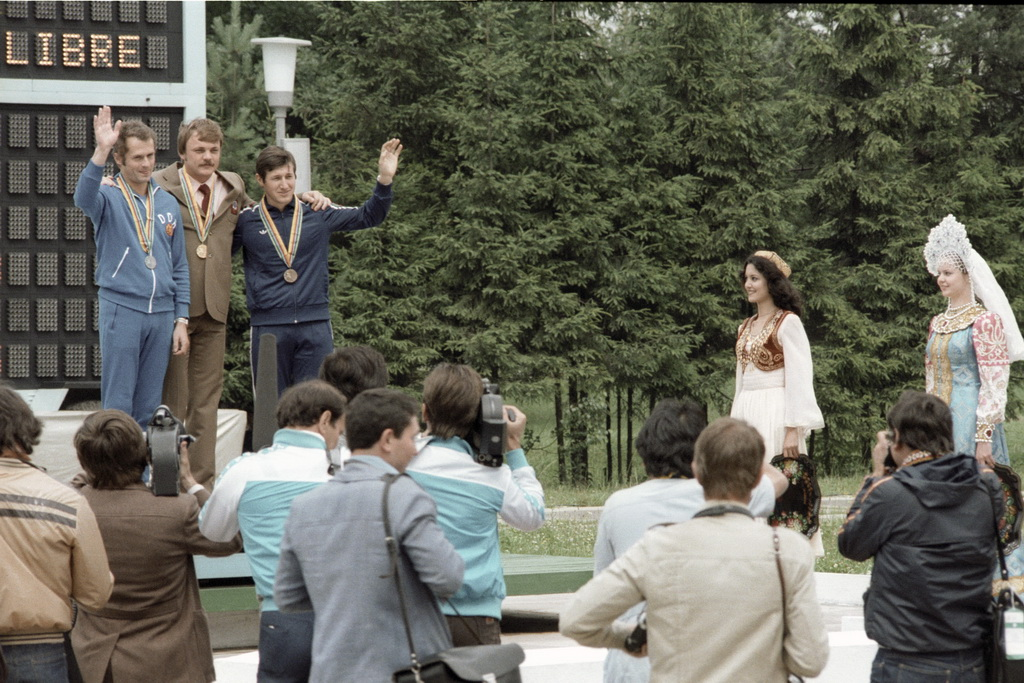
Siegerehrung, v. l. n. r.: Vollmar, Melentjew, Djakow

| Platz | Land | Sportler            | Punkte   |
| ----- | ---- | ------------------- | -------- |
| 1     | URS  | Alexander Melentjew | 581 (WR) |
| 2     | GDR  | Harald Vollmar      | 568      |
| 3     | BUL  | Ljubtscho Djakow    | 565      |
| 4     | PRK  | So Gil-san          | 565      |
| 5     | FIN  | Seppo Saarenpää     | 565      |
| 6     | URS  | Sergei Pyschjanow   | 564      |
| 7     | SWE  | Ragnar Skanåker     | 563      |
| 8     | FIN  | Paavo Palokangas    | 561      |
|       |      |                     |          |
| 16    | GDR  | Uwe Potteck         | 556      |

Datum: 20. Juli 1980 

33 Teilnehmer aus 19 Ländern

### Schnellfeuerpistole 25 m
| Platz | Land | Sportler          | Punkte |
| ----- | ---- | ----------------- | ------ |
| 1     | ROM  | Corneliu Ion      | 596    |
| 2     | GDR  | Jürgen Wiefel     | 596    |
| 3     | AUT  | Gerhard Petritsch | 596    |
| 4     | URS  | Vladas Turla      | 595    |
| 5     | ITA  | Roberto Ferraris  | 595    |
| 6     | URS  | Afanasijs Kuzmins | 595    |
| 7     | ROM  | Marin Stan        | 595    |
| 8     | CUB  | Rafael Rodríguez  | 594    |
|       |      |                   |        |
| 11    | GDR  | Andreas Franke    | 593    |
| 19    | AUT  | Hermann Sailer    | 588    |

Datum: 25. Juli 1980 

40 Teilnehmer aus 25 Ländern

### Skeet
| Platz | Land | Sportler                 | Punkte |
| ----- | ---- | ------------------------ | ------ |
| 1     | DEN  | Kjeld Rasmussen          | 196    |
| 2     | SWE  | Lars-Göran Carlsson      | 196    |
| 3     | CUB  | Roberto Castrillo        | 196    |
| 4     | TCH  | Pavel Pulda              | 196    |
| 5     | ITA  | Celso Giardini           | 196    |
| 6     | CUB  | Guillermo Alfredo Torres | 195    |
| 7     | ESP  | Francisco Pérez          | 195    |
| 8     | FIN  | Ari Westergård           | 195    |
|       |      |                          |        |
| 16    | AUT  | Nikolaus Szapáry         | 194    |
| 20    | GDR  | Bernhard Hochwald        | 192    |
| 24    | AUT  | Franz Schitzhofer        | 191    |
| 42    | GDR  | Axel Krämer              | 179    |

Datum: 24. bis 26. Juli 1980 

46 Teilnehmer aus 26 Ländern
Um die Plätze 1 bis 5 fand ein Stechen statt.

### Trap
| Platz | Land | Sportler            | Punkte |
| ----- | ---- | ------------------- | ------ |
| 1     | ITA  | Luciano Giovannetti | 198    |
| 2     | URS  | Rustam Yambulatov   | 196    |
| 3     | GDR  | Jörg Damme          | 196    |
| 4     | TCH  | Josef Hojný         | 196    |
| 5     | ESP  | Eladio Vallduvi     | 195    |
| 6     | URS  | Alexander Asanow    | 195    |
| 7     | ITA  | Silvano Basagni     | 194    |
| 8     | GDR  | Burckhardt Hoppe    | 192    |
|       |      |                     |        |
| 14    | AUT  | Heinrich Münzberger | 188    |
| 18    | AUT  | Nikolaus Reinprecht | 187    |

Datum: 20. bis 22. Juli 1980 

34 Teilnehmer aus 19 Ländern